# مايك ايسبوسيتو (لاعب كرة قاعدة)
مايك ايسبوسيتو (بالإنجليزية: Mike Esposito)‏ هو لاعب كرة قاعدة أمريكي، ولد في 27 سبتمبر 1981.

## وصلات خارجية
- مايك ايسبوسيتو على موقع دوري كرة القاعدة الرئيسي (الإنجليزية)
- مايك ايسبوسيتو على موقعبيزبول رفرنس.كوم (الدوري الرئيسي) (الإنجليزية)
- مايك ايسبوسيتو على موقع إي إس بي إن.كوم (أم.أل.بي) (الإنجليزية)
- مايك ايسبوسيتو على موقع مشجعي الرسوم البيانية (الإنجليزية)